# Општина Горења Вас-Пољане
Општина Горења Вас-Пољане (словен. Gorenja vas-Poljane) је једна од општина Горењске регије у држави Словенији. Седишта општине су градићи Горења Вас и Пољане над Шкофјо Локо.

## Природне одлике
Рељеф: Општина Горења Вас-Пољане налази се у средишњем делу државе. Општина се налази усред алпског планинског масива. Северним делом општине пружа се планина Шкофјелошко Хрибовје, а јужним планина Полхограјско Хрибовје. У средини се налази омања долина речице Пољанске Соре. Ова долина је погодна за живот и ту је смештена већина насеља општине.
Клима: У нижим деловима општине влада умерено континентална клима, док у вишим влада њена оштрија, планинска варијанта.
Воде: Главни водоток је речица Пољанска Сора. Сви остали мањи водотоци су притоке ове реке.

## Становништво
Општина Горења Вас-Пољане је ретко насељена.

## Насеља општине
| - Бачне - Бребовница - Буков Врх - Винхарје - Волака - Волча - Голи Врх - Горења Добрава - Горења Раван - Горења Вас - Горења Жетина - Горење Брдо - Дебени - Делнице - Добје - Добравшце - Доленчице - Долења Добрава | - Долења Раван - Долења Жетина - Долење Брдо - Долге Њиве - Жировски Врх Св. Антона - Жировски Врх Св. Урбана - Задобје - Закобиљек - Запревал - Жабја Вас - Јарчје Брдо - Јаворје - Јаворјев Дол - Јазбине - Јеловица - Кладје - Копачница - Кременик | - Криво Брдо - Крнице при Новаких - Лајше - Ланише - Лазе - Лесковица - Лом над Волчо - Ловско Брдо - Лучине - Маленски Врх - Млака над Лушо - Мураве - Нова Оселица - Подгора - Подјелово Брдо - Подобено - Подврх - Пољане над Шкофјо Локо | - Предмост - Прелесје - Робидница - Смолдно - Соводењ - Средња Вас-Пољане - Средње Брдо - Стара Оселица - Студор - Суша - Тодраж - Требија - Фужине - Хлавче Њиве - Хобовше при Стари Оселици - Хотавље - Хотовља - Чабраче - Четена Раван |  |